# Stensätra kyrka
Stensätra kyrka är en så kallad samarbetskyrka mellan Svenska kyrkan och Evangeliska Fosterlandsstiftelsen.

## Kyrkobyggnaden
Kyrkan uppfördes 1979 efter ritningar av arkitekt Börje Norman och invigdes 15 december samma år av ärkebiskop Olof Sundby. Byggnaden har en stomme av trä och betong och har ett sadeltak täckt med betongtegel.
En friliggande klockstapel byggdes och invigdes år 1990.

## Inventarier
- Orgeln har sju orgelstämmor, två manualer och pedal. Byggd av Modulorgel AB (nuvarande Septimaorgel AB).
- En altarvävnad är utförd av Anna Åkerberg från Sandviken.
- En ljusbärare, smidd av Kjell Hasselgren, togs i bruk våren 1997.